# Antarchaea viridaria
Antarchaea viridaria är en fjärilsart som beskrevs av John Henry Leech 1900. Antarchaea viridaria ingår i släktet Antarchaea och familjen nattflyn. Inga underarter finns listade i Catalogue of Life.